# Colli Orientali del Friuli Picolit
Colli Orientali del Friuli Picolit of kortweg Picolit is een wijn uit de Italiaanse streek Friuli. De wijn heeft sinds 2006 de DOCG-status.

## Variëteiten
Picolit is een zoete witte wijn. De subzone Cialla kent ook een Riserva die minimaal 4 jaar geouderd heeft. 

## Toegestane druivensoorten
De wijn is voor minimaal 85% gemaakt van de lokale druif Picolit. Ook andere witte druivenrassen zijn toegelaten behalve de gewürztraminer. In de subzone Cialla is de wijn 100% gemaakt van Picolit. 

## Productiegebied
De wijn wordt geproduceerd in de provincie Udine in de gemeenten: Tarcento, Nimis, Attimis, Faedis, San Pietro al Natisone, Torreano, Povoletto, Cividale del Friuli, Premariacco, Prepotto, Buttrio, Corno di Rosazzo, Manzano, San Giovanni al Natisone.